# Słowik (województwo łódzkie)
Słowik – wieś w Polsce położona w województwie łódzkim, w powiecie zgierskim, w gminie Zgierz. 

## Części wsi
| SIMC    | Nazwa      | Rodzaj    |
| ------- | ---------- | --------- |
| 0417361 | Zimna Woda | część wsi |

## Geografia i demografia
Teren nizinny, zajmuje powierzchnię 508,64 ha. Obszar zabudowania zwiększa się, a we wsi zameldowanych jest ponad 500 osób. Najwięcej mieszkańców mieszka przy ul. Gdańskiej.

## Historia
Na początku XVI w. wieś nosiła nazwę Sliwnykj (dzisiaj Śliwniki lub Śliwmik). Należała do parafii w Solcy (dopiero później wydzielono z niej parafię ozorkowską). Prawdopodobnie (jak w przypadku innych miejscowościach środkowej Polski) wieś nie przetrzymała wojen szwedzkich i czasów saskich. W 1782 lub 1784 roku osadzono tu największą ówczesną osadę Olędrów na Ziemi Łęczyckiej liczącą 95 mieszkańców. W 1827 roku Słowik, jako prywatna wieś Jana Szczawińskiego, liczyła 32 domy i 208 mieszkańców. W 1889 r. miała 32 domy, 382 mieszkańców i 693 morgów ziemi. W latach 1975–1998 miejscowość położona była w ówczesnym województwie łódzkim.

## Transport i komunikacja
Przez wieś przebiega DK91. Ponadto w miejscowości znajdują się dwa przystanki najdłuższej polskiej linii tramwajowej łączącej Łódź z Ozorkowem, którą do 4 lutego 2019 roku obsługiwało MPK Łódź. Kursowanie tramwaju zawieszono z powodu złego stanu infrastruktury.

## Miejsca i działalności
W Słowiku znajduje się Szkoła Podstawowa im. Henryka Sienkiewicza, Międzyzakładowy Ogród Działkowy i Niepubliczny Zakład Opieki Zdrowotnej. Założono tam również Ludowy Klub Sportowy. We wsi funkcjonuje wiele małych firm, m.in. dotyczących usług budowlanych.